# Studiefinanciering
Studiefinanciering is een overheidsfinanciering van de aan studie gerelateerde kosten van studenten. Deze financiering neemt in verschillende landen verschillende vormen aan.

## Europees Nederland
De studiefinanciering is in Europees Nederland geregeld als een overheidstoelage voor studenten in de Wet van 29 juni 2000, houdende intrekking van de Wet op de studiefinanciering en vervanging door de Wet studiefinanciering 2000 (Wet studiefinanciering 2000). Deze regeling was van kracht tot augustus 2017. Sinds september 2015 is er een transitieperiode naar de Studielening, die vanaf september 2017 algemeen van kracht is.
Alle aangelegenheden rond studiefinanciering worden verzorgd door de Dienst Uitvoering Onderwijs (afgekort DUO) in Groningen (tot 2009 bekend onder de naam Informatie Beheer Groep).
Onderscheiden worden het huidige stelsel van studiefinanciering en het als overgangsregeling nog in bepaalde gevalleen geldende oude.

### Opbouw
Studiefinanciering bestaat uit verschillende delen:
1. Basisbeurs (alleen in het oude stelsel van studiefinanciering) - Iedereen die recht heeft op studiefinanciering krijgt, indien gewenst, een basisbeurs. De beurs is niet afhankelijk van het inkomen van de ouders en van jouw eigen inkomen. Deze wet is vanaf januari 2013 ingegaan. Het inkomen hangt ook af van de woonsituatie van de student (thuis- of uitwonend). De beurs maakt onderdeel uit van de zogenaamde prestatiebeurs. Wanneer de student binnen de diplomatermijn (tien jaar) een diploma haalt, dan wordt de eerste vier jaar dat de student studiefinanciering kreeg omgezet van een lening naar een gift. Wanneer een student na een middenkader- of vakopleiding een specialistenopleiding van 1 of 2 jaar gaat volgen, dan kan de prestatiebeurs met 2 jaar worden verlengd. De prestatiebeurs geldt voor hbo en wo, en sinds augustus 2005 ook voor mbo niveau 3 en 4. Wanneer een scholier na het behalen van MBO niveau 4 doorgaat op het hbo of wo, dan heeft de scholier opnieuw recht op vier jaar prestatiebeurs. De prestatiebeurs kan voor meerdere opleidingen worden gebruikt. Indien de student geen diploma behaalt moet de lening worden terugbetaald.
Voor de overige mbo-scholieren is de beurs altijd een gift, ongeacht hun prestaties. Alleen aanwezigheidsplicht is belangrijk. Bij spijbelen kan de basisbeurs in een rentedragende lening worden omgezet.
2. Studentenreisproduct - Studenten kunnen naar keuze doordeweeks of in het weekend kosteloos door heel Nederland met het openbaar vervoer reizen. De keuze week- of weekend kan twee keer per jaar gewijzigd worden, behalve tussen 1 mei en 1 september. In de periode waarin de student niet kosteloos reist wordt een korting van 40% gegeven op treinreizen en 34% op bus, tram en metroreizen. Bij het beëindigen van de studiefinanciering wordt het abonnement gedeactiveerd. Een student kan daarna via de NS nog een gratis Dal Voordeel jaarabonnement aanvragen. Arriva biedt daarnaast een Arriva Dalvrij Deal, waarbij een student tegen een gereduceerd tarief met alle Arriva bussen of alle Arriva bussen en treinen mag reizen.
Wanneer de prestatiebeurs is afgelopen (na 4 jaar), kan de OV-studentenkaart worden behouden door een lening aan te vragen. Dit kan ook een zogeheten "nullening" zijn, waarbij er geen geld wordt geleend, maar wel kosteloos kan worden gereisd. Ze hoeven de kosten van het abonnement dan niet terug te betalen als ze binnen 10 jaar een diploma behalen.
Studenten mogen vanaf augustus 2012 nog maar één jaar extra gebruikmaken van hun OV-studentenkaart, boven op de normale studieduur. Daarvoor kon dat nog drie jaar extra. Uitzondering hierop zijn studenten die op het MBO studeren, daar blijft het reisproduct drie jaar bovenop de reguliere duur.
3. Aanvullende beurs - Als de ouders van een student met basisbeurs een laag inkomen hebben, kan de student een aanvullende beurs aanvragen. Om de aanvullende beurs om te zetten in een gift gelden dezelfde eisen als voor de basisbeurs.
4. Rentedragende lening - een lening die altijd moet worden terugbetaald aan de DUO. Deze leningen hebben vaak gunstige voorwaarden en een laag rentepercentage. Men kan er echter voor kiezen om geen aanvullende lening af te sluiten.
5. Collegegeldkrediet - Recentelijk is het collegegeldkrediet ingevoerd waarbij een extra mogelijkheid tot lenen bij de DUO is ontstaan waardoor de student ongeveer 200 euro extra kan lenen om het collegegeld te betalen. Deze lening staat los van de rentedragende lening bij de DUO.
De studiefinanciering wordt sinds 1 september 1996 uitgekeerd in de vorm van een prestatiebeurs. Studenten die in augustus 1996 of eerder voor het eerst studiefinanciering hebben ontvangen voor een opleiding in het hoger onderwijs, vallen nog onder de zogeheten tempobeurs; in die regeling kreeg de student de beurs als een gift, maar hij moest 21 studiepunten per jaar halen om het als gift te behouden. Als hij dit niet haalde, werd de gift alsnog in een lening omgezet.

### Recht op studiefinanciering
In aanmerking voor studiefinanciering komen mbo-scholieren vanaf 18 jaar en studenten die aan een universiteit (Wetenschappelijk Onderwijs) of hogeschool (hbo) studeren (ook als ze nog geen 18 zijn; de studiefinanciering komt dan in plaats van de kinderbijslag). Leerlingen van een mbo-opleiding die jonger dan achttien jaar zijn ontvangen geen studiefinanciering, maar de ouder(s) kunnen een tegemoetkoming in de studiekosten aanvragen. Leerlingen die een opleiding aan de Beroeps Begeleidende Leerweg (BBL) volgen krijgen ook geen studiefinanciering, omdat zij - doordat zij vier dagen per week werken - vaak voldoende verdienen om de studie te betalen. Daarnaast vervalt het recht op studiefinanciering als de student zelf meer dan een bepaald bedrag (bij)verdient. Voor 2010 is dit bedrag vastgesteld op € 13.215,83. Veel gehandicapte studenten met wajong-uitkering hebben de grens van bijverdienen net overschreden, terwijl ze niet bewust hebben geweten of niet op tijd hebben afgemeld. Ze krijgen meteen een bericht dat ze hun beurs en kosten van OV-studentenkaart moeten terugbetalen.
De Wet van 21 januari 2015 tot wijziging van onder meer de Wet studiefinanciering 2000 in verband met de introductie van een nieuw stelsel van studiefinanciering in het hoger onderwijs en de uitvoering van een toekomstgerichte onderwijsagenda voor het hoger onderwijs (Wet studievoorschot hoger onderwijs) bepaalt dat het studentenreisproduct ook beschikbaar komt voor scholieren onder de 18 in het MBO. Datum van ingang is 1 januari 2017.

### Nadelen studiefinanciering
De prestatiebeurs zou als voordeel moeten hebben dat studenten meer gestimuleerd worden om snel af te studeren. Dit blijkt in de praktijk niet altijd het geval door bijvoorbeeld een verkeerde opleidingskeuze. Hierdoor komen schoolverlaters die niet binnen 10 jaar een diploma halen, of buiten de prestatiebeurs moeten lenen, in de schulden. Schulden kunnen oplopen tot in de duizenden euro's. Een falende student verlaat het onderwijs zonder diploma, mogelijk hoge schulden en minder kans op de arbeidsmarkt.

#### Rente
De rente voor 2012, 2013, 2014, 2015 en 2016 is vastgesteld op respectievelijk 1,39%, 0,6%, 0,81%, 0,12% en 0,01%. Voor de jaren 2017 tot en met 2022 was de rente 0,00%. Voor 2023 was de rente 0,46% bij een terugbetaling over 35 jaar en 1,78% bij 15 jaar. Voor 2024 zijn de percentages gewijzigd in 2,56% en 2,95% respectievelijk.

#### Terugbetaling
Het minimale aflossingsbedrag per maand is gebaseerd op afbetaling in 15 jaar, maar op basis van het inkomen, inclusief dat van een eventuele partner (zoals die geregistreerd zijn in de basisregistratie inkomen) kan het minder zijn. Als men hierdoor na 15 jaar nog een schuld heeft wordt die kwijtgescholden. De schuld wordt ook kwijtgescholden bij overlijden en is dan dus geen onderdeel van de nalatenschap.
Wanneer de schoolverlater afhaakt door ziekte of de gevolgen van ziekte is dat geen reden tot coulance bij de DUO.
Vanaf 2012 is er de mogelijkheid om het terugbetalen tijdelijk stop te zetten, gedurende een of meer perioden van minstens 1 maand, in totaal niet meer dan 60 maanden. De rente blijft wel lopen tijdens de aflosvrije periode. Bovendien geldt dat de maximale terugbetalingstermijn van 15 jaar wordt verlengd met de aflosvrije maanden.

## Caribisch Nederland
Caribisch Nederland kent studiefinanciering voor beroeps- en hoger onderwijs. De basis wordt gevormd door een prestatiebeurs die wordt omgezet in een gift als de opleiding binnen de gestelde diplomatermijn wordt voltooid. Daarnaast kan er nog een lening worden afgesloten. De hoogte van de beurs en de lening is afhankelijk van het type onderwijs en de locatie van de opleiding. Er kan worden gestudeerd in:
- het eigen openbaar lichaam
- een ander openbaar lichaam of Aruba, Curaçao of Sint Maarten
- het overige deel van de Caribische regio
- de Verenigde Staten

Verder kent de Wet Studiefinanciering BES een eenmalige opstarttoelage, eveneens bestaande uit een prestatiebeurs en lening, voor studenten die hoger onderwijs of beroepsonderwijs niveau 3 of 4 gaan volgen in het Europese deel van Nederland.

## Vlaanderen
In Vlaanderen krijgt (in de regel) niet de student een studiefinanciering, maar kunnen de ouders een studietoelage aanvragen en toegekend krijgen, indien zij een jaarinkomen hebben dat niet boven een jaarlijks door de Vlaamse overheid bepaald bedrag uitkomt. De Vlaamse studietoelage is altijd een niet terug te betalen overheidsschenking, vandaar dat relatief veel gezinnen met een goed gemiddeld inkomen er niet voor in aanmerking komen. Hogeschool- of universiteitsstudenten met een studietoelage moeten fiscaal ten laste van de ouders blijven, daarnaast blijft de kinderbijslag doorbetaald. Vergeleken met Nederland zijn de inschrijvingsgelden voor het Belgisch hoger onderwijs bescheiden. Het begrip studiebeurs bestaat ook nog en was lange tijd de enige term in verband met overheidssteun voor studie. Tegenwoordig verlenen publieke en private fondsen een studiebeurs voor studies in het buitenland.

## Suriname
Het Fonds Studiefinanciering Suriname verstrekt studiefinanciering aan Surinaamse studenten. Het fonds is ondergebracht bij de Nationale Ontwikkelingsbank (NOB). Studiefinanciering is ook bestemd voor Surinaamse studenten die in Nederland of een ander land willen studeren.

## Verenigde Staten
In de Verenigde Staten moeten studenten of hun ouders in principe zelf hun studiekosten betalen, maar allerlei beurzen en leningen worden verstrekt door de federale regering, staatsregeringen, universiteiten en particuliere organisaties om studenten te helpen die zich de studie-uitgaven niet kunnen veroorloven (Need Based), of talentvolle studenten bij het betalen van hun studie te helpen (Merit Based).
De financiële steun wordt over het algemeen verleend als een combinatie van de volgende elementen:
- Beurzen, die niet terugbetaald hoeven te worden (scholarships of grants).
- Rentedragende leningen, al dan niet gesubsidieerd of gegarandeerd door de overheid.
- Werkprogramma's waarbij de student een betaalde deeltijdbaan op de universiteit aangeboden krijgt.

Omdat sport op Amerikaanse universiteiten een grote rol speelt, worden ook scholarships aangeboden aan studenten waarvan verwacht wordt dat ze de universiteit in hun tak van sport op het hoogste niveau zullen representeren. Inkomsten van sportwedstrijden zijn vaak een belangrijke financiële bron voor universiteiten.
Het Office van Federal Student Aid van het Amerikaanse ministerie van Onderwijs gebruikt een standaard formule om te bepalen of een student recht heeft op financiering door de federale overheid. Deze formule bepaalt het bedrag dat de student zelf verwacht wordt bij te dragen tot de studiekosten (Expected Family Contribution), rekening houdend met het inkomen en vermogen van de ouders. Het bedrag van de Expected Family Contribution wordt algemeen ook als uitgangspunt genomen door andere organisaties die studiefinanciering verlenen aan studenten die financiële hulp nodig hebben.
Financiële hulp moet voor ieder studiejaar opnieuw aangevraagd worden.